# Perisama cecidas
Perisama cecidas är en fjärilsart som beskrevs av William Chapman Hewitson 1869. Perisama cecidas ingår i släktet Perisama och familjen praktfjärilar. Inga underarter finns listade i Catalogue of Life.